# Bundesverband Medizintechnologie
Der Bundesverband Medizintechnologie e. V. (BVMed) mit Sitz in Berlin ist nach eigener Aussage eine Interessenvertretung von Industrie- und Handelsunternehmen des Medizinprodukte- und Medizintechnik-Bereichs. Mitglieder sind über 300 deutsche und internationale Unternehmen dieser Sparte mit insgesamt über 210.000 Mitarbeitern. Im BVMed sind auch die 20 weltweit größten Medizinproduktehersteller im Verbrauchsgüterbereich organisiert.

## Verbandszweck und Mitglieder
Der Verband fördert und vertritt als Wirtschaftsverband die Interessen seiner Mitglieder nach außen gegenüber Politik und Öffentlichkeit. Er bietet seinen Mitgliedern in Arbeitskreisen und Projektgruppen Plattformen für den Dialog und Austausch. Der BVMed wirkt neben der Information und Öffentlichkeitsarbeit mit bei der Gestaltung von Gesetzen, Richtlinien und Standards zu und für Medizinprodukte.
Gemäß der Satzung müssen die Mitgliedsfirmen einen Sitz in Deutschland haben und einen beitragspflichtigen Umsatz von mindestens drei Millionen Euro pro Jahr nachweisen.

## Kooperationen
Der BVMed ist über eine Mitgliedschaft beim Verband der Chemischen Industrie (VCI) dem Bundesverband der Deutschen Industrie (BDI) angeschlossen, ferner auch direkt beim europäischen Dachverband MedTech Europe, vormals Eucomed, mit Sitz in Brüssel. Die größten nationalen Schwesterverbände in Europa sind SNITEM (Frankreich), ABHI (Großbritannien) und Assobiomedica (Italien). Der US-amerikanische Verband, mit dem der BVMed ebenfalls zusammenarbeitet, heißt AdvaMed.
Auf nationaler Ebene kooperiert der BVMed mit Verbänden BAH, BPI, Spectaris, VDDI, VDGH und ZVEI (Arbeitsgruppe 'MPG' der Industriefachverbände). Alle Verbände geben gemeinsam den Flyer „Die Bedeutung der CE-Kennzeichnung auf Medizinprodukten“ heraus.

## Geschichte
1899 gründeten einige Fabrikanten in Berlin die „Vereinigung der Verbandstoff-Fabriken Deutschlands“. 1924 änderte der Verein seine Bezeichnung in „Vereinigung deutscher Verbandmittelhersteller e. V.“ Mit dem Beginn des Zweiten Weltkrieges riss das Geschäft ab.
Im Jahre 1950 erfolgte die Neugründung unter dem Namen „Vereinigung der Deutschen Verbandstoff-Industrie“. (Verba), wobei in den 1970er Jahren der Vertretungsbereich um die klassischen Krankenpflegeartikel (Hilfsmittel) erweitert wurde. 1979 erhielt der Verband den Namen „Bundesvereinigung Verbandstoffe und medizinische Hilfsmittel“ (BVM), der 1984 in „Bundesvereinigung Verbandmittel und Medicalprodukte“ geändert wurde. Vorstandsvorsitzender war Karl Birkhold aus Heidenheim an der Brenz, der auch Geschäftsführer und Vorstandsmitglied des Unternehmens Paul Hartmann war. 1996 wurde der Verband aufgrund einer Änderung der Körperschaft in den Statuten unter dem Namen Bundesfachverband Medizinprodukteindustrie e. V., kurz BVMed, geführt. Seit dem Jahr 2000 steht aufgrund einer Restrukturierung die Abkürzung für „Bundesverband Medizintechnologie“. Seit Sommer 2001 hat der BVMed seinen Sitz in Berlin (zuvor Wiesbaden und Marbach am Neckar). Im Juni 2002 präsentierte der Verband sein neues Erscheinungsbild mit dem Slogan: „Gesundheit gestalten“. Seit 2023 präsentiert sich der BVMed mit einem neuen Logo und neuem Erscheinungsbild.

## Verdecktes Lobbying
Für die intransparente PR-Kampagne „meine Wahl!“ wurde der BVMed zusammen mit der PR-Agentur Weber Shandwick für die Lobbykratie-Medaille 2011 nominiert.
Im Zuge der Gesundheitsreform sollten Krankenkassen ab 2009 verpflichtet werden, die Versorgung mit medizinischen Hilfsmitteln auszuschreiben, um dann mit dem günstigsten Anbieter einen Exklusivvertrag zu schließen. Ein halbes Jahr vor Inkrafttreten der geplanten Neuregelung ging die Initiative „meine Wahl!“ an die Öffentlichkeit. Sie gab an, ein „Zusammenschluss von Menschen mit Behinderungen, Selbsthilfevereinigungen, Hilfsmittelherstellern und Versorgungspartnern“ zu sein. In der Liste der Unterstützer war u. a. der BVMed aufgeführt. Allerdings wurde nicht erwähnt, dass der BVMed die Kampagne initiiert hatte und Hauptfinanzier des Aktionsbündnisses war.
Der BVMed beauftragte die PR-Agentur Weber Shandwick damit, diese bundesweite „Betroffenen-Bewegung“ gegen die Kostendämpfungspläne zu organisieren. Die Agentur hatte sich mit zahlreichen Selbsthilfegruppen in Verbindung gesetzt, weil aber in dem Anschreiben auf die federführende Rolle des Wirtschaftsverbandes BVMed hingewiesen wurde, war die Resonanz bei den Patientenorganisationen zunächst gering. Schließlich gelang es Weber Shandwick aber Brachen-Nahe Patientenorganisationen zu gewinnen.
Im Herbst 2010 befasste sich der Deutsche Rat für Public Relations mit dem Vorwurf, bei den von Weber Shandwick inszenierten Protestaktionen handele es sich um eine „Pseudobürgerinitiative“. Das Gremium der freiwilligen Selbstkontrolle der PR-Branche erkannte jedoch kein Fehlverhalten. Es habe keine Täuschung der Öffentlichkeit gegeben, weil der Name der Agentur im Kleingedruckten (im Impressum und bei der Kontaktanschrift von „meine Wahl!“) aufgeführt worden sei.